# Manfreda littoralis
Manfreda littoralis är en sparrisväxtart som beskrevs av García-mend. , A.Castañeda och S.Franco. Manfreda littoralis ingår i släktet Manfreda och familjen sparrisväxter. Inga underarter finns listade i Catalogue of Life.